# Conca del Mediterrani
La conca del Mediterrani són les terres i països que envolten el mar Mediterrani. En biogeografia, la conca del mediterrani es refereix a les terres al voltant del Mediterrani que tenen clima mediterrani, amb hiverns suaus i plujosos i estius calents i secs, que donen lloc a la vegetació de boscos, deveses i arbusts mediterranis. Com a regla simplificadora, la conca del Mediterrani és la regió del Vell Món on es conrea l'olivera. És una de les regions biogeogràfiques de la Unió Europea.

## Geografia

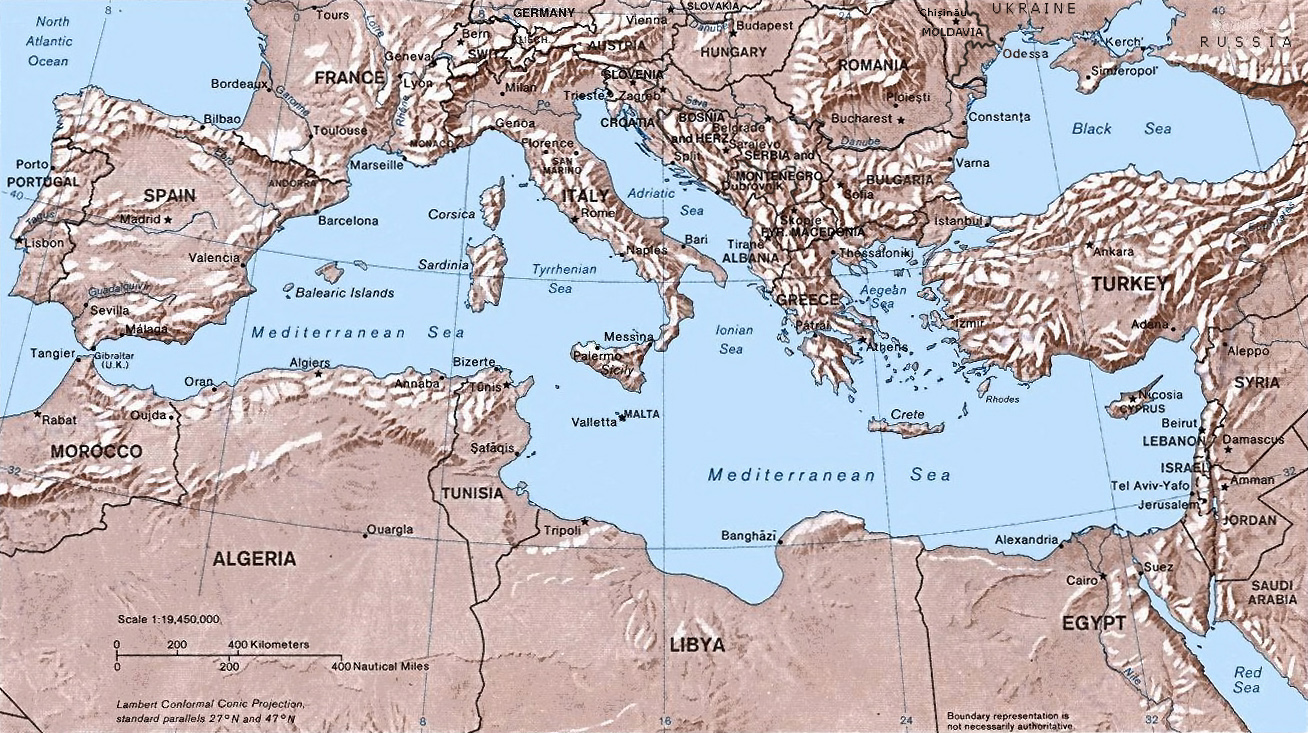
Mapa polític de la conca del Mediterrani

La conca del Mediterrani abasta porcions de tres continents, Europa, Àsia, i Àfrica.
A Europa, que està al nord, hi ha tres grans penínsules: la Ibèrica, la Italiana i la Balcànica. Un sistema muntanyós que inclou els Pirineus, els Alps, els Alps dinàrics, les muntanyes dels Balcans i les muntanyes Ròdope.
La conca del Mediterrani s'estén a l'oest d'Àsia en la part oest i sud d'Anatòlia, excloent els climes temperats del centre de la península. També inclou la banda est del Mediterrani, fent frontera amb els deserts de Síria i del Nègueb.
A l'Àfrica, inclou el Magrib, separat del Sàhara per la serralada de l'Atles. També l'arxipèlag de les Canàries. La Cirenaica, a l'est del Magrib, és l'única regió amb clima mediterrani de la resta del nord d'Àfrica

## Geologia i paleoclimatologia
La conca mediterrània va ser modelada per l'antiga col·lisió del continent àrab-africà que es mou cap al nord amb el continent euroasiàtic més estable. A mesura que Àfrica i Aràbia es van traslladar al nord, va tancar l'antic mar de Tetis, que antigament separava Euràsia de l'antic supercontinent de Gondwana, del qual Àfrica formava part. Aproximadament al mateix temps, 170 milions d'anys al període Juràssic, es va formar una petita conca oceànica de Neotethys poc abans que el mar de Tetis es tanqués a l'extrem oriental. La col·lisió va empènyer un vast sistema de muntanyes, que s'estenia des dels Pirineus a Ibèria fins a les muntanyes de Zagros a l'Iran. Aquest episodi de construcció de muntanyes, conegut com l'orogènesi alpina, es va produir principalment durant el període Oligocè (fa 34 a 23 milions d'anys) i del Miocè (de 23 a 5,3 milions d'anys). La Neotethys es va fer més gran durant aquestes col·lisions i plegaments i subduccions associades.
Al voltant de 6 milions d'anys durant el Miocè final, el Mediterrani es va tancar a l'extrem occidental per una Àfrica a la deriva, que va fer que tot el mar s'evaporés. Van seguir diversos episodis de descens del mar i inundacions coneguts com la Crisi de salinitat del Messinià, que va acabar quan l'Atlàntic va tornar a inundar la conca al final del Miocè. Investigacions recents han suggerit que un cicle de dessecació-inundació podria haver-se repetit diverses vegades durant els darrers 630.000 anys de l'època del Miocè, la qual cosa podria explicar diversos esdeveniments de grans quantitats de deposició de sal. Estudis recents, però, mostren que la dessecació i inundacions repetides són poc probables des d'un punt de vista geodinàmic.
El final del Miocè també va marcar un canvi en el clima de la conca mediterrània. Les proves fòssils mostren que la conca mediterrània tenia un clima subtropical relativament humit amb pluges estivals durant el Miocè, que sostenia boscos de laurisilva. El canvi cap a un clima mediterrani es va produir durant els darrers 3,2-2,8 milions d'anys, durant l'època del Pliocè, a mesura que les pluges d'estiu van disminuir. Els boscos de llorer subtropical van retrocedir, tot i que van persistir a les illes de Macaronèsia de la costa atlàntica d'Ibèria i del nord d'Àfrica, i va evolucionar la vegetació mediterrània actual, dominada per coníferes i arbres i arbustos esclerofil·les, amb fulles petites, dures i ceroses que impedeixen pèrdua d'humitat als estius secs. Gran part d'aquests boscos i arbusts han estat alterats per milers d'anys d'habitabilitat humana. Ara hi ha molt poques zones naturals relativament intactes en el qual abans va ser una regió molt boscosa.

## Ecoregions
- Boscos esclerofil·les i mixtos de l'Egeu i oest de Turquia (Grècia, Macedònia, Turquia)
- Boscos de coníferes i caducifolis d'Anatòlia (Turquia)
- Boscos de les Illes Canàries (Espanya)
- Boscos de fulla ampla de Còrsega (França)
- Boscos de Creta (Grècia)
- Boscos de Xipre (Xipre)
- Boscos de coníferes i esclerofil·les de l'est del Mediterrani (Líban, Israel, Cisjordània, Franja de Gaza, Jordània, Síria, Turquia)
- Boscos de coníferes ibèriques (Portugal, Espanya)[13]
- Boscos esclerofil·les i semicaducifolis ibèrics (Portugal, Espanya)
- Boscos caducifolis d'Il·líria (Albània, Bòsnia i Hercegovina, Croàcia, Grècia, Itàlia, Eslovènia)
- Boscos d'Itàlia esclerofil·les i semicaducifolis (França, Itàlia)
- Boscos d'acàcia-argània (Marroc, Illes Canàries (Espanya))
- Estepes i arbredes seques mediterrànies (Algèria, Egipte, Líbia, Marroc, Tunísia)
- Boscos mediterranis nord-africans (Algèria, Marroc, Tunísia)[14]
- Boscos mediterranis del nord-est d'Espanya i sud de França (França, Espanya)[15]
- Boscos montans del nord-oest d'Ibèria (Portugal, Espanya)
- Boscos del Pindus (Albània, Grècia, Macedònia)
- Boscos mixtos del sud dels Apenins (Itàlia)
- Deveses i arbusts del sud-est d'Ibèria (Espanya)
- Boscos montans de coníferes del sud d'Anatòlia (Líban, Israel, Jordània, Síria, Turquia)
- Boscos mixtos i esclerofil·les mediterranis del sud-oest d'Ibèria (França, Itàlia, Marroc, Portugal, Espanya)
- Boscos mixtos i esclerofil·les tirrènics-adriàtics (França, Itàlia)